# Rinaldo Barlassina
Rinaldo Barlassina (né le 2 mai 1898 et mort le 23 décembre 1946) était un arbitre italien de football. Il fut l'un des trois premiers arbitres italiens ayant officié en coupe du monde (avec Francesco Mattea et Albino Carraro).

## Carrière
Rinaldo Barlassina a officié dans des compétitions majeures : 
- Coupe Mitropa 1931 (finale retour)
- Coupe du monde de football de 1934 (3 matchs)
- Coupe Mitropa 1936 (finale retour)
- Jeux olympiques de 1936 (1 match)
- Coupe du monde de football de 1938 (1 match)